# くりきん ナノアイランドストーリー
『くりきん ナノアイランドストーリー』は、メディアカイトが開発し任天堂より2007年5月24日に発売されたニンテンドーDS用ソフト。ジャンルはアドベンチャーRPG。

## ゲーム性
多くのDSソフトと同様に、タッチペンを使用した操作を多く行う。他、画面に息を吹きかけたりなどのアクションや、十字キーの使用も基本である。
ストーリーを進める毎に探索できるマップが増えて行き、それに伴ってストーリーの進行や新たなキンの入手なども可能となってくる。
キンの入手には「スポイト」というキットを利用し、最初に幾つかを配布される。なくなった場合、既に持っているキンをスポイトに変換するか、ストーリー上の依頼をクリアすることでの報酬などで入手できる。
スポイトで入手できるキンは「原生キン」と呼ばれ、ゲーム内の様々な場所で入手が可能となっている。入手する際は「チュウシュツ」というアクションを行う。任意の地点をタップし、そこから「チュウシュツ」を行うことでキンを手に入れる。場所によってはチュウシュツを失敗することもあり、その際もスポイトは消費する。
また序盤に「コユウキン」と呼ばれる、主人公の体内から抽出する固有のキンを入手する。コユウキンの特徴として、移動速度がどのキンも最速、技玉(ひっさつわざ)が全て能力増加系などがある。全滅した場合、再度主人公から抽出する必要がある。コユウキンは主人公の性別や性格、使われているDS機器によって変化する為、1つのDSのみで全て入手する事は困難である。
特定のキン同士でバトルさせるとキン同士が反応を起こし「新種キン」が生まれることがある。新種キンは自身がバトルに勝つことが条件で発生するもので、確率も高いものから低いものまで様々である。中にはNPCとのバトルでは生まれない新種キンも存在する為、入手が難しいキンの1つである。
入手したキンは図鑑に記録され、一度記録されたキンはいつでも詳細を確認することができる。図鑑ではキンのステータス以外にも様々な情報を知ることができる。
このゲームは、基本的に「キンバトル」といって多種多様なルールでキンを利用したバトルを行う。最初にバトルに出したいキンを選択すると、シャーレと呼ばれるフィールドに展開される。そのキンはタッチペンで囲んで任意の方向へ弾いたり、囲んだまま息を吹きかけて散乱させたりするアクションが可能。また、キン自身をタップすることも可能で、タップすると独自のアクションを行なったのち、そのキンが万全の状態になる。
キンにはそれぞれ属性が振り分けられており、ソリッド・エッジ・ヴェールの他、温度やphもそれぞれ分かれている。温度やphはシャーレの影響を受け、能力が上昇したり逆に低下したりする。温度は高・中・低、phは酸性・中性・アルカリ性に分かれている。
バトル中、キン以外に行えるアクションは、「敵のキン情報の簡易詳細」「自身が使用するキンの確認」「バトル画面の拡大縮小・移動」「自身と相手のキンの色分け」「カメラの固定・自由・ダイジェスト化」などである。カメラのダイジェスト化は、攻撃を行なっているキンに自動でカメラが追尾し、上の画面で写してくれる機能である。
制限時間内に何方かの全てのキンが全滅、もしくは時間切れでバトルが終了する。自身のキンを全滅させてしまった場合は、そのキンを再入手する必要があるので注意が必要。敵のキンを全滅させた場合、そのキンをそのまま自身のキンとして入手可能。
ある条件を満たしたり、プレイ時間が一定を超えたりすると「実績」が解放される。解放された実績は、ストーリーに出てくる人物達によってメダルとして渡され、データに記録される。どのような条件で解放されたかなどを図書館やメニューで見返すことができる。

## 人物
今作は主人公を軸に、クラスメイト達との関わりやアカデミー外の人々との交流を通じて進行する物語である。下記はその人物達である。
ナノアカデミーの生徒・先生
主人公⋯ナノアイランドに引っ越してきた生徒。ストーリーの後半である大きな事柄が発覚する。
ヤマナカ先生⋯主人公の担任。ガサツな所があり、細かい事を気にしない。生徒とは距離が近く親しみやすい印象。初めにキンの操作や、チュウシュツなどの基本について教えてくれる。ストーリーが進むと「ミスターQ」という、この世界の特撮ヒーローの悪役のコスプレをして登場する事がある。
アスカ先生⋯ストーリーの終盤までお世話になる人物。バトルで消耗したキンをMAXにしたり、スポイトをキンと交換して新しく渡してくれたりする。基本保健室にいる。保健室から立ち去る時、新種キンのヒントやバトルのヒントを教えてくれる。
校長⋯ナノアカデミーの校長。昔はキンバトルが強かったという事実がストーリー終盤でわかる。バトルアリーナの出場資格を主人公に与えた人物でもある。
ミサキ⋯主人公の序盤のお助け役。ゲームの基本事項が分からなくなった時などに図書館へ聞きにいける。また、バトルアリーナでバトルの練習も可能。
メグミ⋯ナノアカデミーの優等生。アカデミーではなんでもそつなくこなしているが、少し意地っ張りで頑固な所がある。ストーリー後半ではその性格も少しずつ緩和され、主人公と共に異変の解決も行なう。
ダイスケ⋯体格の良いガキ大将的な存在。ストーリーの序盤は迷惑なクラスメイト的な立ち位置だが、後半になると人情に厚い一面や自身に対する厳しい姿勢も見え、ストーリーにも大きく関わる。
ヤス⋯ダイスケと仲が良いクラスメイト。語尾に「〇〇ッス！」をよくつける。ダイスケを「ダイちゃん」と呼び親しんでいる。ダイスケとは対照的に背が小さく体格も細め、お調子者的な一面もある。ストーリー後半でキンを利用して作られた栄養ドリンクを飲み、人格が豹変してしまう。
カナコ⋯どこか抜けていて、料理が趣味のクラスメイト。料理研究部に所属している。ストーリーの前半にキンを使ったお菓子をあるクラスメイトに食べさせ、問題を起こしてしまったり(これがきっかけでキンが人にもたらす影響が少しずつ発覚する)、ニガミンを利用した料理を作ってバクテリアンラボの一員に間接的だが渡してしまったことで、その技術を悪用されてしまう場面がある。
アヤノ⋯甘いものに目がない、お嬢様的なクラスメイト。我儘で身勝手な行動が多い。ストーリーの前半、カナコの作ったお菓子を食べ豹変してしまう。キンの影響を受けてしまった最初の人物。
リサ⋯水泳部の一つ上の先輩。水泳部の部長を務め、真摯に練習に取り組んでいる。真面目な性格で、練習中は他の生徒にはあまりプールを使わせないようにしている。
ゴロー⋯太い眉毛とロン毛が特徴のクラスメイト。花が好きで、校庭の花に毎日水やりをしている。どことなく暑苦しく、空回りすることもしばしば。
ノリコ⋯音楽好きのクラスメイト。ボーイッシュな部分がある。音楽以外のことはなんでも面倒くさがり、キンバトルも積極的には行なわない。
ジュンペイ⋯坊主頭のクラスメイト。バスケが趣味でキンバトルも好んでいたが、骨折してしまってからバスケもキンバトルもキッパリやめてしまい心を閉ざしてしまう。が、クラスメイト達の励ましにより自信を取り戻し、バスケの勘を取り戻そうと倉庫で練習をしたり、キンバトル等もより積極的に行なうようになって、本来の自分を取り戻していった。
カズキ⋯本作のキーパーソン。序盤は謎多きクラスメイトで、クラスメイトのバトルも気にいらない様子で話す。途中で主人公やクラスメイトにも心を許し始める。ストーリーの後半でナノアイランドの核心に迫る人物。
ドンキチ⋯科学工作部に所属。ぽっちゃりとした体型と口癖の「んあ？」が特徴。オタク気質で、趣味の話になると相手を置いてけぼりにして話し込んでしまうことがある。
マキ⋯内気で控え目な雰囲気のクラスメイト。余り積極的に行動を起こすことはなく、基本受け身な姿勢。日焼けなどが嫌いで、肌のケアを欠かさない場面が見られる。キン占いが趣味(星占いと似たようなもの)。だが、曲がったことをする者には自分を奮い立たせられる一面も持っている。
ナノアカデミー外の人々
タンザワ⋯プラーグ橋の工事を行なっている作業員。言葉に少し訛りが見られるのが特徴。工事の手が空いている時は積極的に自分からキンバトルに誘う為、バトルは好きなのだと思われる。ヘキサリアというキンを好んで使用する。ストーリー前半でキンを利用した飲み物を飲み、人格が豹変する。
ミヤじい⋯ヴェールの森の奥深くに住処を持つ老人。本名は「ナグモキンシロウ」。かつてはバトルアリーナで前人未到の9連覇を達成したとされる凄腕のキンバトラーだったという。主人公の素質を見抜き、試練を与えたり重要な場面で頼るなど、厚い信頼を寄せている。
タビ⋯ミヤじいの飼い猫。常に肩に乗っていて、キンバトルを行うことも。ミヤじいと共に、主人公のどことなく違った雰囲気を感じ取る場面がある。主人公によく懐いており、反対にカズキを嫌っている。
ジョニー⋯エージ海岸にいるサーファー。海が大好き。ストーリー前半でキンを利用した飲み物を飲んだことで人格が豹変してしまう。
ママさん⋯ナノタウンの住民。おしゃべりなナノアカデミーの卒業生であり、あずきんをよく使う。ストーリー終盤で「キンオブゴッド」の影響を受けてしまう。
プク・チコ⋯ナノタウンでよく見かける兄妹。大きくストーリーに関わる場面はないが、「シン」にあやつられた「ダイスケ」にキンを奪われたりしている。ストーリー後は「キンノスケ」の道場によく通っている。
デシベル⋯ナノタウンの住民。常にハイテンションで、ラップのような口調で話すのが特徴(語尾に「YO!」など)。キンバトルはボスバトルを好んで行う。ストーリー前半でキンを利用した飲み物を飲んだことで人格が豹変してしまう。また、終盤で「キンオブゴッド」の影響を受けてしまう。
院長⋯ナノタウンで病院を営むメグミの父親。ストーリーではキンオブゴッドによって病に侵された人々を対応する場面がある。
キンリュウサイ⋯バクテリアン四天王の1人。「天然ニキン流」という流派を扱い、道場でその流派を伝授していたが、バクテリアンXを養成するための施設として使っていた事が表に露呈し、主人公によってバトルで敗れる。その後は道場を降り、ストーリー後は洞窟で改めてキンと向き合っている姿を見る事ができる。
キンノスケ⋯キンリュウサイの一番弟子。キンリュウサイにバトルで勝利した主人公に道場を継ぐようにお願いするなど、忠実で真っ直ぐな性格。キンバトルはあまり得意では無い様子。
スレッジ・ボマー⋯バクテリアン四天王の1人。自称紳士で言葉遣いや立ち振る舞いが丁寧な部分が多いが、目的の為には誘拐や爆弾をも利用するなど、紳士とは程遠い行動をすることもある。主人公に敗れた後はバクテリアンXらと共にキンバトルの特訓を行なっている。
ノン・ダークレー⋯バクテリアンラボの門番的な役割を担っている。名前の通り酒好きで、門の前で登場した際も、バトルをするより酒のつまみを要求する程。バトルは不得意だが、ニガミン入りのつまみを食べ好戦的になる場面がある。
マーブル⋯バクテリアン四天王の1人。絵を描く事が好きで、倉庫を利用したアトリエを開く程。ナノアカデミーの先生として途中から就任する。バクテリアンラボから提供されたクスリを飲んでから豹変し、主人公とバトルをすることになる(ビビリウムというキンを利用してアカデミーを破壊しようとしていた為)。
マダラ⋯バクテリアン四天王の1人。やさしそうな雰囲気が特徴のおばあちゃん。薬屋を営んでいて、キン占いを生業としている。元気が出る飲み物「バグダミンX」を販売し、街の人を豹変させていた事がわかる。ストーリー中盤で本性を表し、主人公とバトルをすることになる。敗れてからは正気を取り戻し薬屋を閉業、キン占いを主軸に店を営むことになった。
バクテリアンX・バクテリアンX2⋯バクテリアンラボの構成員。全身タイツのような見た目をしていて、顔にXマークがデカデカと印字されている独特なスーツを装着している。個性豊かな人材が多く、言葉遣いや性格なども様々。登場時に「キーン！」という決め台詞をいう事が多い。スカーフの色によって階級が分けられている。なお、X2は新型だという。
ヘルマン⋯バクテリアンラボでキンの研究をしている研究員。キンに対する純粋な探究心を持っており、人々の役に立ちたいと思っている。シンに利用され、無理矢理キンオブゴッドの研究をさせられていた。初対面時は敵としてバトルをすることになる。非常に疑り深い性格で、想像力を掻き立てネガティブな方向へ思考を傾けてしまう場面も見られる。
シン⋯今作の最重要人物。キンオブゴッド完成のため、バクテリアンラボを組織として裏で動かしている張本人で、カズキの兄。アカデミーの生徒をラボの一員として利用したり、キンを使ったクスリを、副作用を隠し構成員に提供するなど、円満に組織を動かすには手段を厭わない部分もある。終盤、ゲンゾウがキンオブゴッドに取り込まれたことを知り、今まで行なってきた行動に対し罪の意識を自覚するとともに、主人公達へと手を貸す場面がある。
ゲンゾウ⋯カズキの父親。10年前にキンオブゴッドの研究段階で命を落とすも、死後キンオブゴッドに取り込まれ、息を吹き返す。取り込まれたことによりゲンゾウ自身の意識は存在していなかったが、主人公にバトルで敗れると、最期に魂のような形で主人公達に語りかけ姿を消す。
伝説の人物
三賢人⋯ソルド,ヴェル,エージの総称。かつてナノアイランドに存在していた「キン使い」達であり、今の「キンバトラー」の始祖であるとされている。リクウとともにナノアイランドの秩序を護っていたとされている。
リクウ⋯三賢人を束ねていたとされる伝説のキン使い。誰よりもキンを愛しキンの扱いが上手かったとされ、キンの声を聞くことができたという伝説も残されている。「キンオブゴッド」を封じたと言われているのもこの人物。後々、主人公がこの人物の血をひいているという事が判明し、物語の核心を突くことになる。

## ストーリー

### 世界観
「キン」という微生物たちが生息する島「ナノアイランド」を舞台とする作品で、島の人々は「キン」と共生し、その力を利用しながら生活している。「キン」について学ぶ学校「ナノアカデミー」に転校してきた主人公は、クラスメイト達との交流を深めながら「キン」の採取に取り組んでいく。
ゲームの名前の通り、私生活から建築物、有機物・無機物や食べ物、医療に至るまでキンに依存している。キンの例では花にはハナキン、小豆にはあずきん、ベニヤ板にはベニヤン、カビにはカビールスという風に、それぞれの環境やモノに関係した名前を持つキンが多い(いずれもこの世界では原生するキンである)。

### ストーリー
ストーリーは1章〜24章に別れており、ストーリーが進むにつれ世界観や登場人物が明快になっていき、最終的には研究所である「バクテリアンラボ」へと足へ運ぶことになる。
ストーリーの最初の章はクラスメイト達との仲を深めたり依頼を熟すなどして、キンに対する理解やクラスメイトとの交流を深める一方、アカデミー外での関わりなども多くあり、それらを通じて世界観の大まかな形も見えてくる。
その中で、キンを取り込むことで人間に与える影響や副作用、それらを悪用する「バクテリアン四天王」達とのストーリーも用意されている。
後半に移ると、アカデミー外で起きている様々な異変について、クラスメイトである「メグミ」や「ダイスケ」達と共に解決へ導く流れになる(「メグミ」は途中、バクテリアンラボの一員として加わるが、最終的には脱退し仲間に加わる)。
自然界のキンに異変が生じていることがわかった主人公たちは、原因と思われるものの調査を始める。ラボの手下の「バクテリアンX」達、ラボの中ボス的な立ち位置である「バクテリアン四天王」等とバトルを繰り広げながら次々と調査を進行・解決していく。
その段階で、主人公のその異常なバトルの強さや、キンの声を聞くなどの現象を目の当たりにしていき、他のナノアイランドの人々とは何か違ったものがあると分かる。
クラスメイトの失踪・四天王の敗北・ミヤじいの試練など、様々な出来事の末、物語に大きく関わる「シン」の存在と共に、ついに原因を突き止める(原因を突き止めた段階で、「シン」がカズキの兄であることや、「ゲンゾウ」の息子である事が発覚している)。そこには「バクテリアンラボ」というキンの研究施設が存在した。これ以上の被害を食い止めるべく、ラボの奥地へと足を運んでいく。
奥には「ヘルマン」と呼ばれる研究者がおり、バクテリアンラボからの刺客だと勘違いされ、キンバトルをすることになる。バトルが終わると、ヘルマン自身は「キンオブゴッド」の研究など真っ平だった、という事実が発覚し、彼自身も上層部から指示を受けていた1人の研究者に過ぎなかったことが発覚する。
しかし、バクテリアンラボでは「キンオブゴッド」そのものを研究し創造してはいなかった。何か別の秘密基地があると悟った一行は、ソルドの泉へと足を運ぶ。
泉の下には通路が存在し、主人公のキンの声を頼りに道を進んでいくと、壊れた研究施設の様な場所に辿り着く。だがそこは「シン」の研究所であった。
そこでは「キンオブゴッド」を完全なものにするための研究がひたすら行なわれており、全ての元凶である場所だと分かった一行は、シンとバトルを開始する。
バトルを終えると、奥にいる大きな人影(ゲンゾウ)が姿を現し、キンオブゴッドを利用した計画を語り出す。
「キンオブゴッドが支配する新たな世界を創設する」為の計画であることが目的だと「シン」が語る。そして、その後の様々な紆余曲折の末、ついに元凶である「ゲンゾウ」とのバトルが始まる。
ゲンゾウ自身は10年前に亡くなっているが、すでにキンオブゴッドに取り込まれ一体化している事で身体を保っている。その為、バトルでも「キンオブゴッド」を使用する。この際、キンをゼンメツさせてもキンオブゴッドは入手できない。
ゲンゾウに勝利するとキンオブゴッドの消滅がはじまり、ラボも崩壊していく。ゲンゾウと共に計画をすすめていた「シン」もその場に居合わせていたが、その後シンが明確にどうなったかは語られていない。
以降平和が訪れ、新たな交流やイベント・バトルが可能となっていく。
延期になってしまっていた「バトルトーナメント」などのイベントや、バクテリアンラボのその後などを知ることが出来る。

## キンの特徴

### ステータス
キンの持つ数値データ。後述の「キンバトル」に関係する。HPと攻撃力のみ、キンのレベルが上がるとともに上昇する。
HP
キンの耐久力。相手の攻撃によって減り、0以下になった場合、キンは消滅する。
攻撃力
キンの攻撃力。高いほど攻撃時に相手に多くのダメージが与えられる。
防御力
被ダメージを軽減する能力。値が15なら、相手の攻撃での被ダメージを15%軽減できる。
増殖力
キンの増殖力を示す。高ければ高いほど短時間に多く増殖する。能力値は1～254。  増えるには一定時間停止する必要があるため、その間に移動や攻撃を行うと増殖までの時間が戻ってしまい、増えない。
移動速度
ステータス画面では確認不可。キンの移動するスピード。
また、この5つのステータスのほかに「やる気」があり、これがなくなったキンは移動以外の一切の行動をしなくなる。画面を拡大しキンそのものをタッチするかしばらく移動させると回復することができる。やる気はサイズが大きくなるほど低下しにくい傾向にある。

### サイズ
S,M,Lの三段階があり、それぞれ高い能力、低い能力に傾向がある。
基本的にサイズが大きいほど攻撃力、攻撃速度、HPが上がる。
Sサイズ
小型のキン。ほとんどの種類の増殖力が200を超えるため増えやすく、移動速度も速いものが多い。半面攻撃力とHPは低い。
Mサイズ
中型のキン。能力もSとLの間のバランスの良い種が多い。
Lサイズ
大型のキン。数は16種類と非常に少ない。基本的に攻撃力、HP度が高く、その反面、移動速度と増殖力は低い傾向があるが、個性的な種が多い。

### 特異なキン
キンの中には、上記の特徴に当てはまらない特異なものも存在する。
その多くはサイズにそぐわない増殖力の高さ・低さであったり、移動速度がサイズに比例せず早いもの・遅いものであったりである。他、一つに能力が偏っていたり尖った能力を所持するもの、攻撃頻度が0に等しいものなどもこれに該当する。
扱いずらい種が多いが、その分能力を存分に活かせば強力なキンが多い。下記は特に特異なキンを記載しているが、ここに記載されているもの以外にも尖った能力を持つキンは少なくない。
Sサイズ…トコロキン,ハッカク。Sサイズのキンの中で、増殖力が200を下回る種である(トコロキンは176、ハッカクは153)。増殖力の低さを防御力で補うタイプのキンだが、体力はSサイズ基準なので、基本的に攻撃力の高いキンやLサイズのキンとは相性が悪い。
Mサイズ…ブリゴキン,バクテリン,キンオブゴッド,プロフィリア,ジャステリアなど。詳細は種類が多いため割愛するが、最初に挙げた3種はMサイズで増殖力が200を上回るキン。残り2種は増殖力が100を下回るキンである。最初の3種は攻撃の頻度の少なさを増殖力で補う種。プロフィリアは増殖力が35しかなく移動速度も遅めでLサイズに近いが、攻撃力や防御は低い。反面、非常に体力が高いので攻撃を耐える壁の役割となる。ジャステリアは増殖力以外は殆どMサイズ基準だが、攻撃頻度がLに引けを取らない速さで、打ち合いが強い。
Lサイズ…ダブルエレキン,スティングラー,グンカマキン,ビビリウム。ダブルエレキン,スティングラーは従来のLサイズのキンより移動速度が早めとなっていて、特にスティングラーはSサイズ並の早さとなっているが、攻撃頻度が少ないのが特徴(ダブルエレキンは通常のLサイズと同じく攻撃速度は早め)。グンカマキンは防御力が81で、ダメージを8割以上軽減する鉄壁のキン。
ビビリウムは最も特殊なキンで、Lサイズでありながら増殖力223を誇る。やる気基準もLサイズのため、放っておくだけでどんどん数を増やせる。が、攻撃力以外の全てのステータスが並以下であり、移動速度も最低。攻撃もほぼ行わないが、何気に攻撃力は他Lサイズより高い部分があるので、数で押し切る使い方が最良。また、マモルミンを持つキンと組み合わせて使うことで、より増殖しやすくなる(技玉バトルの場合のみ)。

### 適正環境
キン同士を戦わせるシャーレの環境。大まかに5種類のシャーレが存在し、酸性・アルカリ性シャーレ、高温・低温シャーレ、そしてノーマルシャーレである。
温度を表す「℃」と、酸性かアルカリ性を表す「pH」がある。増殖力に影響し、適正なら増殖力は20%上がり、不適正なら増殖力は20%下がる。
ただし℃が「中温」、pHが「中性」のキンは環境の効果を一切受けないため、能力が変わらない。
シャーレがノーマルになると、中温、中性以外の適正環境を持つキンでも環境補正は一切受けられない。

### 属性
キンは「ソリッド系」「エッジ系」「ヴェール系」の3属性に割り当てられている。
三すくみの関係（ソリッド系＞エッジ系＞ヴェール系＞ソリッド系）となっており、相性が合う場合は相手の防御力を無視した上に、自分の攻撃力が1.5倍になる補正がつけられる。

## キンの種類
キンにはIDが割り振られており、全部で128種類（配信含む）存在する。大まかに分けて4つの種類がある。
各キンは現実世界の「花言葉」に該当する「キンことば」を持っている。
原生キン
ナノアイランド島の様々な場所でスポイトを使い「サイシュ」して入手できるキンの総称。もっとも一般的なキン。

くりキン
最も多く分布するキン。するどいせん毛を逆立てて攻撃する。以前は「うに」だと信じられていたが研究が進み「くり」だということが分かった。
パッケージにも大きく描かれている「キン」であり、本作品のイメージキャラクターのような扱い。
新種キン
特定のキンが融合して誕生する種類。キン同士でバトルを行い勝利すると、戦闘終了後に自分のキンが相手のキンと融合する事がある。

キンオブゴッド
本作品のストーリーの重要な鍵を握るキン。
NPCが使用しない新種キン同士の融合で生まれる為、通信プレイを行なって手に入れる必要がある。
ストーリーの段階でチュウシュツする時があるが、入手することはできない。
Mサイズのキンの中ではトップクラスの増殖力を持ち攻撃力も高いが、攻撃頻度が少なく移動速度・防御も低いため、使用する際はかなり癖が強めのキンとなっている。
増殖力が高いキンは例に漏れず攻撃頻度が少ないのだが、それらと比べると攻撃の頻度が比較的多い。
コユウキン
ゲーム開始時に入手するキン。主人公の体に宿るキンで、「チュウシュツ」を行うことで取り出すことが出来る。全滅した場合でも、再度『チュウシュツ』を行えば入手できるが、全滅前よりレベルが少し下がる。
SサイズとMサイズしかおらず、どの種も移動速度は最速。「ひっさつわざ」も能力上昇系である。
どのコユウキンになるかは主人公の名前と性別、使用しているDS本体で決まる。

かくれキン
DSステーションでダウンロードすることにより入手可能なキン。S,M,Lそれぞれのキンを入手でき、2007年8月23日～9月5日まで配信されていた。
2007年6月23日～24日にかけて行われた『第26回ワールドホビーフェア』では先行配信された。
現在公式では入手困難で、入手する場合このキンを持つプレイヤーと通信プレイをする必要がある。

ケーキン
Sサイズのかくれキン。殆どの能力は他のSサイズのキンと同等だが、増殖力が254とこのゲーム1の増殖力を誇り、2F毎に際限無く増加する。反面キンもすぐ疲労してしまう為、常に管理が必要。また、増殖がはやすぎる故に他のキンと併用して使用することが難しい(増殖上限の為)。
オタマージ
Mサイズのかくれキン。かくれキンの中では尖った部分が少なく、良くも悪くもスタンダードで標準的。総合的な能力も、他のMサイズのキンと同等レベルで大差はない。
グンカマキン
Lサイズのかくれキン。移動速度が非常に遅く、攻撃頻度も並で増殖力も1しかないが、防御力が81と他Lサイズのキンと比べ非常に高く設定されている。攻撃を喰らいやすい部分があるが、防御力を活かして耐えながら攻撃が可能で、攻撃力の高さも相まって打ち合いは強い。
増殖力が1のキンは、このグンカマキンとスティングラーの2種のみである。

## キンバトル
キンバトルとは、プレイヤーと相手が持っているキンを用いて戦うことである。勝負に勝つと、経験値がもらえ、負けるとキンの数が減ってしまう。
相手のキンを全滅させればそのキンが手に入り、逆に自分のキンが全滅させられてしまうと、そのキンがシャーレから消えてしまう。

### ルール
キンバトルには、「ノーマル」「全滅」「ボス」「ゴール」の四つがある。
ノーマル
一番一般的なルール。自分のキンと相手のキンの数を競うルール。上画面下部にゲージが表示され、その面積、勢力が多いほうが勝利する。
全滅
相手のキンを全滅させることによって勝利するルール。どちらも全滅しなかった場合は引き分けになる。上画面下部に相手のキンの数が表示される。
ボス
キンのうちの一匹(2キンバトルの場合はAキン)が巨大化し、そのキンを倒したほうが勝ちとなる。上画面下部にゲージが表示されるが、さほど意味はない。
ゴール
それぞれのキンのそばにゴールがあり、相手のゴールに入れた点数を競うルール。Sキンは1点、Mキンは5点、Lキンは10点である。2種類あるシャーレのうち、バスケタイプはゴールが狭く、サッカータイプはゴールが広い。上画面下部にはそれぞれの点数が表示される。

### 技玉
ゲーム中盤から登場する、キンの「ひっさつわざ」を発動させるアイテム。バトル中、一定時間ごとに「技玉」が出現し、これをキンが攻撃することでそのキンの持っている「ひっさつわざ」が発動する。
自身の能力を上昇もしくは敵を妨害するひっさつわざは即座に発動し、攻撃系のひっさつわざは技玉を破壊してから時間差で発動するようになっている。いずれも戦況をひっくり返す重要な要素となる。
セメルミン
発動させた側のキンの攻撃力が一定時間UPし、殆どのキンを一撃で倒せるようになる。
マモルミン
発動させた側のキンが一定時間防御力UPになるが、実質的には相手の攻撃が効かなくなる。
フエルミン
発動させた側のキンの増殖力が一定時間上がり、さらに相手のキンが全て「やる気無し」の状態になる。
ナノトルネード
発動させた一定時間後、白い煙が渦巻き状に広がり、一定範囲の相手のキンにダメージを与える。
攻撃範囲・威力共に控えめで、攻撃系ひっさつわざを持つキンの多くがこれに該当する。
ポイズンブラスト
発動させた一定時間後、紫の煙がX状に広がり、一定範囲の相手のキンにダメージを与える。
非常に攻撃範囲が広く、シャーレの半分以上は覆いつくされる。端の方はダメージが低い。
キリングボム
発動させた一定時間後、橙の煙が霧状に広がり、一定範囲のキンに大ダメージを与える。ポイズンフラストより威力は高いが、自分のキンも巻き込まれる。
オヤスミン
発動させてから一定時間、相手のキンがすべて硬直状態になる。攻撃も増殖もしなくなるため、一定時間は一方的な攻撃が可能。

## テーマ曲
オープニングテーマ「くるくるくりくり」
作詞：飼沼丞二 / 作曲：ump-tmp / 編曲：岩崎健一郎 / 歌：クリスタルキング
エンディングテーマ「奇跡のチカラ」
作詞：飼沼丞二 / 作曲：ump-tmp / 編曲：岩崎健一郎 / 歌：クリスタルキング

## 漫画作品
- くりきん ナノアイランドストーリー（鵺りつき） - 『ファミ通DS+Wii』（エンターブレイン）別冊付録「ファミ2コミック」で、2007年7月号から2008年2月号まで連載